# 11-chetotestosterone
L'11-chetotestosterone è un ormone steroideo, strutturalmente costituito come una forma ossidata di testosterone che contiene un gruppo chetonico in posizione-11. 
Ha una bassa attività androgenica e fornisce una marcata inibizione selettiva dell'enzima 11βHSD1, responsabile della conversione del cortisone nell'ormone cortisolo.
Nei pesci tale ormone è basilare, essendo l'androgeno principale e svolgendo in tali organismi le stesse funzioni che nell'uomo sono svolte dal testosterone; nei mammiferi è sintetizzato per vie epatiche a partire dall'ormone surrenale adrenosterone.